# Bertrand Heidelberger
Bertrand Heidelberger (* 15. Februar 1845; † nach 1925) war ein deutscher Pflanzen- und Naturheilkundler.

## Leben
Er stellte die unter dem Namen „Heidelberger 7 Kräuter“ bekannte Bitterkräutermischung zusammen. Diese Mischung enthält je nach Quelle unterschiedliche Kräuter, doch alle Bestandteile enthalten Bitterstoffe, die als förderlich für die Verdauung gelten. Meist sind in der Kräutermischung nach Heidelberger Bibernelle, Kümmel, Fenchel, Anis, Wacholder, Schafgarbe und Wermut enthalten.